# Circonscription de Tinghir
La circonscription de Tinghir est la circonscriptions législatives marocaines de la province de Tinghir située en région Drâa-Tafilalet. Elle est représentée dans la Xe législature par Ahmed Sadqi, Addi Khezou et Hassan Bouargalne.

## Historique des députations
| Législature | Début de mandat  | Fin de mandat    | Députés élus | Députés élus      | Députés élus | Députés élus            | Députés élus | Députés élus      |
| ----------- | ---------------- | ---------------- | ------------ | ----------------- | ------------ | ----------------------- | ------------ | ----------------- |
| IXe         | 26 novembre 2011 | 7 octobre 2016   |              | Ali Oubassou (PI) |              | Hassan Bouargalne (PAM) |              | Ahmed Sadqi (PJD) |
| Xe          | 8 octobre 2016   | 8 septembre 2016 |              | Addi Khezou (RNI) |              | Hassan Bouargalne (PAM) |              | Ahmed Sadqi (PJD) |
| XIe         | 9 septembre 2021 | ?                |              | Addi Khezou (RNI) |              | Ibrahim Bendidi (PAM)   |              | Addi Chajri (PPS) |

## Historique des élections

### Découpage électoral d'octobre 2011

#### Élections de 2016
| Parti       | Parti                                         | Voix    | %      | Député(s) élus    |  |
| ----------- | --------------------------------------------- | ------- | ------ | ----------------- |  |
|             | Parti authenticité et modernité (PAM)         | 15 860  | 24,93  | Hassan Bouargalne |  |
|             | Rassemblement national des indépendants (RNI) | 13 659  | 21,47  | Addi Khezou       |  |
|             | Parti de la justice et du développement (PJD) | 12 177  | 19,14  | Ahmed Sadqi       |  |
|             | Parti du progrès et du socialisme (PPS)       | 8 446   | 13,28  |                   |  |
|             | Mouvement populaire (MP)                      | 4 642   | 7,30   |                   |  |
|             | Union socialiste des forces populaires (USFP) | 3 593   | 5,65   |                   |  |
|             | Parti de l'Istiqlal (PI)                      | 1 750   | 2,75   |                   |  |
|             | Parti des Néo-Démocrates (PND)                | 827     | 1,30   |                   |  |
|             | Parti de la gauche verte (PGV)                | 770     | 1,21   |                   |  |
|             | Union constitutionnelle (UC)                  | 653     | 1,03   |                   |  |
|             | Fédération de la gauche démocratique (FGD)    | 571     | 0,90   |                   |  |
|             | Union marocaine pour la démocratie (UMD)      | 172     | 0,27   |                   |  |
|             | Parti du centre social (PCS)                  | 142     | 0,22   |                   |  |
|             | Parti Al Ahd Addimocrati (AHD)                | 135     | 0,21   |                   |  |
|             | Parti démocratique de l'indépendance (PDI)    | 109     | 0,17   |                   |  |
|             | Front des forces démocratiques (FFD)          | 102     | 0,16   |                   |  |
|             |                                               |         |        |                   |  |
| Inscrits    | Inscrits                                      | 143 294 | 100,00 |                   |  |
| Abstentions | Abstentions                                   | 79 686  | 55,61  |                   |  |
| Exprimés    | Exprimés                                      | 63 608  | 44,39  |                   |  |

#### Élections de 2021
| Parti       | Parti                                         | Voix    | %      | Députés élus    |  |
| ----------- | --------------------------------------------- | ------- | ------ | --------------- |  |
|             | Rassemblement national des indépendants (RNI) | 36 365  | 36,16  | Addi Khezou     |  |
|             | Parti authenticité et modernité (PAM)         | 18 350  | 18,25  | Ibrahim Bendidi |  |
|             | Parti du progrès et du socialisme (PPS)       | 17 418  | 17,32  | Addi Chajri     |  |
|             | Parti de l'Istiqlal (PI)                      | 9 997   | 9,94   |                 |  |
|             | Mouvement populaire (MP)                      | 7 731   | 7,69   |                 |  |
|             | Union socialiste des forces populaires (USFP) | 4 507   | 4,48   |                 |  |
|             | Parti de la justice et du développement (PJD) | 4 248   | 4,22   |                 |  |
|             | Parti socialiste unifié (PSU)                 | 776     | 0,77   |                 |  |
|             | Parti des Néo-Démocrates (PND)                | 680     | 0,68   |                 |  |
|             | Parti du centre social (PCS)                  | 339     | 0,34   |                 |  |
|             | Parti vert marocain (PVM)                     | 151     | 0,15   |                 |  |
|             |                                               |         |        |                 |  |
| Inscrits    | Inscrits                                      | 161 002 | 100,00 |                 |  |
| Abstentions | Abstentions                                   | 60 440  | 37,54  |                 |  |
| Exprimés    | Exprimés                                      | 100 562 | 62,46  |                 |  |